# Günzach
Günzach település Németországban, azon belül Bajorországban. Lakosainak száma 1414 fő (2023. december 31.).

## Népesség
A település népessége az elmúlt években az alábbi módon változott:
| Lakosok száma | 828  | 1687 | 1232 | 1235 | 1425 | 1448 | 1440 | 1446 | 1419 | 1414 |
|               | 1875 | 1950 | 1975 | 1987 | 2012 | 2014 | 2016 | 2017 | 2021 | 2023 |